# Чемпионат Москвы по футболу 1927 (весна)
Чемпионат Москвы по футболу 1927 (весна) стал ХХVІ-м первенством столицы. Он был проведен как единое первенство спортивной Секцией при Московском Губернском Совете Профессиональных Союзов (МГСПС), при участии представителей МГСФК (Московского Городского Совета Физической Культуры), Военведа (Военного ведомства) и «Динамо».
Победителем среди первых команд стала команда «Трехгорка».

## Организация и проведение турнира
В преддверии сезона Всесоюзный Совет Физической Культуры (ВСФК) — высший руководящий спортивный орган СССР — на основе анализа двух недоигранных первенств столицы последних лет вынес постановление, обязывающее МГСФК и МГСПС прекратить разногласия, приводящие к неразберихе в московском футболе, и на основе консенсуса провести весной единое первенство по 1-й группе, объединяющее все сильнейшие клубы — как профсоюзные, так и ведомственные.
Для решения возможных конфликтов был создан Дисциплинарный комитет, в который вошли представители МГСФК, профсоюзов, Военведа и «Динамо». Весенний чемпионат проводился среди 42 клубов (7 групп по 6), каждый из которых выставлял по 3 команды. Чемпионы определялись по каждой из команд и в «клубном зачете».
В отличие от предыдущих, порой чрезмерно представительных первенств, весной 1927 года в первой группе выступало всего 6 клубов:
- ОППВ
- «Трехгорка»
- «Динамо»
- «Пищевики»
- КОР
- «Сахарники»

По итогам первенства клуб, занявший последнее место, выбывал из первой группы.

## Ход турнира (1 группа, первые команды)
Весенний чемпионат стартовал 8 мая. Игры прошли в один круг.
В скоротечном турнире признанный фаворит «Пищевики», имевший в составе 7 игроков различных сборных, достаточно неожиданно уступил в двух ключевых матчах с ОППВ и «Трехгоркой», которая и стала чемпионом, выиграв все матчи.

### Турнирная таблица[5]
| № | Команды     | 1   | 2   | 3   | 4   | 5   | 6   | В | Н | П | М       | О  |
| - | ----------- | --- | --- | --- | --- | --- | --- | - | - | - | ------- | -- |
|   | «Трехгорка» |     | 1:0 | 4:1 | 2:1 | 4:2 | 7:0 | 5 | 0 | 0 | 18 — 4  | 15 |
|   | ОППВ        | 0:1 |     | 4:2 | 3:0 | 2:3 | 4:0 | 3 | 0 | 2 | 13 — 6  | 11 |
|   | «Пищевики»  | 1:4 | 2:4 |     | 3:0 | 4:0 | 8:1 | 3 | 0 | 2 | 18 — 9  | 11 |
| 4 | «Динамо»    | 1:2 | 0:3 | 0:3 |     | 5:1 | 6:1 | 2 | 0 | 3 | 12 — 10 | 9  |
| 5 | КОР         | 2:4 | 3:2 | 0:4 | 1:5 |     | 2:1 | 2 | 0 | 3 | 8 — 16  | 9  |
| 6 | «Сахарники» | 0:7 | 0:4 | 1:8 | 1:6 | 1:2 |     | 0 | 0 | 5 | 3 — 27  | 5  |

### Матчи
| 8 мая | ОППВ                                         | 3:0     | «Динамо» | КПТ             |
| | - Тюльпанов 15′ - Жибоедов 42′ - Ковалёв 67′ | (отчёт) |          | Зрителей: 8 000 |
| ОППВ: В.Матвеев - Пчеликов, М.Исаев - Пахомов, В.Ратов , Никишин - Б.Дубинин, П.Савостьянов, Ковалёв, Тюльпанов, Жибоедов Динамо: Шимкунас - К.Блинков , Карпенко - Лёнчиков, Лебедев, Филиппов - Титов, Спиридонов, Маслов (46' Иванов), Макаров, Грузинский |                                              |         |          |                 |

| 8 мая | «Трехгорка»                              | 4:2 | КОР                            |                  |
| | - Мельников 25′ - Селин 75′ - 3:1′ - 86′ |     | - Сорокин 1′ - Б.Дементьев 82′ | Судья: Л.Романов |
| Трехгорка: Леонов - Рущинский, Селин, ... - Т.Григорьев, С.Бухтеев, Мельников, ... КОР: Петриченко - Б.Дементьев, Хрусталев - ..., Аронов, Майоров - Сорокин, ... |                                          |     |                                |                  |

| 8 мая | «Пищевики» | 8:1 | «Сахарники» | «металлистов» |

| 15 мая | «Трехгорка»  | 1:0 | ОППВ | ОППВ |
| | - 1т′ (пен.) |     |      |      |
| Трехгорка: Леонов - В.Лапшин, ... - Селин, ... - ..., Шапошников ОППВ: В.Матвеев - ... - ..., В.Ратов, Никишин - ..., П.Савостьянов, Ковалев, ... |              |     |      |      |

| 15 мая | «Пищевики» | 2:2 | КОР | КОР |

| 10 июня переигровка | «Пищевики» | 4:0 | КОР | КОР |

Матч «Динамо» - «Сахарники» перенесен (поле пришло в негодность после дождя и игр младших команд)
| 26 мая | «Динамо»                                                                               | 6:1     | «Сахарники»            | «металлистов»                   |
| | - Маслов 15′ - Иванов 27′ 52′ - К.Блинков 42′ (пен.) - Грузинский 60′ - Спиридонов 78′ | (отчёт) | - 82′ (пен.) В.Блинков | Зрителей: 3 000 Судья: В.Гридин |
| Динамо: Шимкунас - М.Соколов, Карпенко - Лёнчиков, К.Блинков , Мильеранский - Титов, Спиридонов, Иванов, Маслов, Грузинский «Сахарники»: Малышев - Б.Аркадьев, Тетерин - Яковлев, Апухтин , Бубенцов - Максимов, А.Коротков, Цыплёнков, В.Блинков, Богданов |                                                                                        |         |                        |                                 |

| 29 мая | «Трехгорка»               | 2:1     | «Динамо»     | «Красная Пресня» |
| | - А.Холин 48′ - Селин 75′ | (отчёт) | - 22′ Иванов | Зрителей: 6 000  |
| Трехгорка: Леонов - В.Лапшин, Рущинский - В.Дубинин, Селин , Малахов - Т.Григорьев, Сушков, В.Соколов, Мельников, А.Холин Динамо: Чулков - М.Соколов, Карпенко - Лёнчиков, К.Блинков , Филиппов - Макаров, Иванов, Маслов, Спиридонов, Грузинский |                           |         |              |                  |

| 29 мая | ОППВ                                                 | 4:2     | «Пищевики»                 | им.Томского                      |
| | - Ковалев 6′ 26′ - П.Савостьянов ~40′ - Жибоедов 78′ | (отчёт) | - 28′ Вал.Прокофьев - 4:2′ | Зрителей: 6 000 Судья: Л.Романов |
| ОППВ: В.Матвеев - ... Пчеликов, В.Ратов - ..., П.Савостьянов, Ковалев, ..., Жибоедов Пищевики: ... - Ал.Старостин, Пав.Попов - ..., И.Артемьев, Леута - Н.Старостин, П.Артемьев, Исаков, С.Егоров, Вал.Прокофьев |                                                      |         |                            |                                  |

| 29 мая | КОР | 2:1 | «Сахарники» |  |

| 2 июн | «Трехгорка» | 4:1 | «Пищевики» | «Трехгорка»                           |
|       |             |     |            | Зрителей: 10 000 Судья: И.Савостьянов |

| 2 июн | ОППВ | 4:0 | «Сахарники» | ОППВ |

| 3 июн | «Динамо»                                                  | 5:1     | КОР          | КОР             |
| | - Маслов 21′ 32′ - Титов 41′ - К.Блинков 55′ - Иванов 70′ | (отчёт) | - 44′ Чеснов | Зрителей: 5 000 |
| Динамо: Шимкунас - Мильеранский, Карпенко - Лёнчиков, М.Соколов, Филиппов - Титов, К.Блинков , Маслов, Иванов, Грузинский КОР: Петриченко - Б.Дементьев , Хрусталёв - Майоров, Аронов, Артёмов - Сорокин, Чеснов, М.Загрядсков, Семёнов, Колодный |                                                           |         |              |                 |

| 5 июн | «Пищевики»                                             | 3:0     | «Динамо» | им.Томского      |
| | - П.Артемьев 21′ - Вал.Прокофьев 42′ - Н.Старостин 65′ | (отчёт) |          | Зрителей: 10 000 |
| Пищевики: И.М.Филиппов - Ал.Старостин, П.Попов - А.Канунников, И.Артемьев , Леута - Н.Старостин, П.Артемьев, Исаков, С. Егоров, Вал.Прокофьев Динамо: Чулков - Мильеранский, Карпенко - Лёнчиков, Лебедев, Филиппов - Макаров, Спиридонов, К.Блинков , Иванов, Грузинский |                                                        |         |          |                  |

| 5 июн | КОР | 3:2 | ОППВ | КОР |

| 5 июн | «Трехгорка» | 7:0 | «Сахарники» |  |

### Традиционный матч
Турнир «Чемпион Москвы против сборной Москвы»:
| 12 июн                               | «Трехгорка»      | 1:4 | Москва (сборная) |  |
|                                      | - С.Бухтеев 1:0′ |     |                  |  |
| Трехгорка: ... Селин, С.Бухтеев, ... |                  |     |                  |  |

## Клубный зачет

### Первая группа
- II команды — ОППВ, КОР, «Пищевики» (поделили 1 место)
- III команды — КОР, «Пищевики» (поделили 1 место)
- «клубный зачет» — «Пищевики» (последняя команда — «Сахарники»)
- «бумажный клубный зачет» — «Пищевики»

### Вторая группа
- I команды — РКимА
- «клубный зачет» — РКимА